# Los Ángeles, Mixquiahuala de Juárez
Los Ángeles är en ort i Mexiko.   Den ligger i kommunen Mixquiahuala de Juárez och delstaten Hidalgo, i den sydöstra delen av landet, 90 km norr om huvudstaden Mexico City. Los Ángeles ligger 2 019 meter över havet och antalet invånare är 302.
Terrängen runt Los Ángeles är varierad. Runt Los Ángeles är det tätbefolkat, med 297 invånare per kvadratkilometer. Närmaste större samhälle är Tezontepec de Aldama, 9,1 km väster om Los Ángeles. Omgivningarna runt Los Ángeles är en mosaik av jordbruksmark och naturlig växtlighet.